# Chancel Mbemba
Chancel Mbemba Mangulu (Kinshasa, 8 de agosto de 1994) es un futbolista congoleño que juega como defensa y se encuentra sin equipo tras abandonar el Olympique de Marsella.

## Trayectoria
Se unió al Anderlecht en 2012 pero tuvo unos problemas con su equipo formativo, el La Grace, por su fecha de nacimiento.

## Estadísticas

### Clubes
Actualizado al último partido jugado el 19 de mayo de 2024.
| Club                              | Div.          | Temporada     | Liga  | Liga  | Copas nacionales | Copas nacionales | Copas internacionales | Copas internacionales | Total | Total |
| Club                              | Div.          | Temporada     | Part. | Goles | Part.            | Goles            | Part.                 | Goles                 | Part. | Goles |
| --------------------------------- | ------------- | ------------- | ----- | ----- | ---------------- | ---------------- | --------------------- | --------------------- | ----- | ----- |
| R. S. C. Anderlecht · Bélgica     | 1.ª           | 2013-14       | 35    | 5     | 0                | 0                | 5                     | 1                     | 40    | 6     |
| R. S. C. Anderlecht · Bélgica     | 1.ª           | 2014-15       | 28    | 1     | 3                | 0                | 6                     | 2                     | 37    | 3     |
| R. S. C. Anderlecht · Bélgica     | Total club    | Total club    | 63    | 6     | 3                | 0                | 11                    | 3                     | 77    | 9     |
| Newcastle United F. C. Inglaterra | 1.ª           | 2015-16       | 33    | 0     | 2                | 0                | ―                     | ―                     | 35    | 0     |
| Newcastle United F. C. Inglaterra | 2.ª           | 2016-17       | 12    | 1     | 1                | 0                | ―                     | ―                     | 13    | 1     |
| Newcastle United F. C. Inglaterra | 1.ª           | 2017-18       | 9     | 0     | 2                | 0                | ―                     | ―                     | 11    | 0     |
| Newcastle United F. C. Inglaterra | Total club    | Total club    | 54    | 1     | 5                | 0                | 0                     | 0                     | 59    | 1     |
| F. C. Porto Portugal              | 1.ª           | 2018-19       | 3     | 0     | 3                | 0                | 0                     | 0                     | 6     | 0     |
| F. C. Porto Portugal              | 1.ª           | 2019-20       | 26    | 2     | 11               | 4                | 5                     | 0                     | 42    | 6     |
| F. C. Porto Portugal              | 1.ª           | 2020-21       | 27    | 1     | 6                | 0                | 10                    | 0                     | 43    | 1     |
| F. C. Porto Portugal              | 1.ª           | 2021-22       | 31    | 2     | 7                | 0                | 9                     | 0                     | 47    | 2     |
| F. C. Porto Portugal              | Total club    | Total club    | 87    | 5     | 27               | 4                | 24                    | 0                     | 138   | 9     |
| Olympique de Marsella Francia     | 1.ª           | 2022-23       | 36    | 5     | 4                | 0                | 5                     | 2                     | 45    | 7     |
| Olympique de Marsella Francia     | 1.ª           | 2023-24       | 25    | 2     | 0                | 0                | 15                    | 4                     | 40    | 6     |
| Olympique de Marsella Francia     | 1.ª           | 2024-25       | 0     | 0     | 0                | 0                | —                     | —                     | 0     | 0     |
| Olympique de Marsella Francia     | Total club    | Total club    | 61    | 7     | 4                | 0                | 20                    | 6                     | 85    | 13    |
| Total carrera                     | Total carrera | Total carrera | 265   | 19    | 39               | 4                | 55                    | 9                     | 359   | 32    |

## Palmarés

### Títulos nacionales
| Título                      | Club                | País     | Año     |
| --------------------------- | ------------------- | -------- | ------- |
| Supercopa de Bélgica        | R. S. C. Anderlecht | Bélgica  | 2013    |
| Primera División de Bélgica | R. S. C. Anderlecht | Bélgica  | 2013-14 |
| Supercopa de Bélgica        | R. S. C. Anderlecht | Bélgica  | 2014    |
| Supercopa de Portugal       | F. C. Porto         | Portugal | 2018    |
| Primeira Liga               | F. C. Porto         | Portugal | 2019-20 |
| Copa de Portugal            | F. C. Porto         | Portugal | 2019-20 |
| Supercopa de Portugal       | F. C. Porto         | Portugal | 2020    |
| Primeira Liga               | F. C. Porto         | Portugal | 2021-22 |
| Copa de Portugal            | F. C. Porto         | Portugal | 2021-22 |